# Eine Woche voller Samstage (Film)
Eine Woche voller Samstage ist ein Kinderfilm aus dem Jahr 1977. Die Augsburger Puppenkiste drehte diesen mit ihren Marionetten im Auftrag des Hessischen Rundfunks.

## Handlung
Herr Taschenbier ist ein ruhiger Zeitgenosse und wohnt in einer Kleinstadt bei Frau Rotkohl in ihrem Haus. Er ist sehr schüchtern und weiß sich nicht recht gegen seine griesgrämige Vermieterin zu behaupten. Eines Tages sieht er auf der Straße, wie sich Passanten ein seltsames Wesen umringen. Das Sams ist ein freches, respektloses Wesen, das Wünsche erfüllen kann. Herr Taschenbier errät anhand des von ihm verlebten Wochenverlauf den Namen des Wesens, woraufhin das Sams verkündet, dass es jetzt bei ihm leben wird, was Herr Taschenbier nach anfänglichem Zögern auch einrichten kann.
Weil das Sams Wunschpunkte besitzt, mit denen dieses Wünsche erfüllen kann; Herr Taschenbier dies aber zunächst nicht versteht, kommt es zu mehreren ungewollten Situationen, die seinen vorherigen Alltag verändern. Nicht selten bringt das Wünschen Ärger mit sich, aber merkwürdigerweise gewöhnt sich Herr Taschenbier an das Sams.

## Hintergrund
Die Dreharbeiten bei der Augsburger Puppenkiste für Eine Woche voller Samstage fanden vom 17. März bis zum 6. April 1977 statt. Das Marionetten-Spiel der Augsburger Puppenkiste folgt recht werksgetreu der Handlung des gleichnamigen Buches von Paul Maar aus dem Jahr 1973. Die Filmmusik wurde von Hermann Kropatschek komponiert. Am 12. Juli 1977 von 16:50 Uhr bis 17:40 Uhr wurde der Film erstmals in der ARD ausgestrahlt. 1980 folgte als zweiter Teil Am Samstag kam das Sams zurück nach dem gleichnamigen Kinderbuch von Paul Maar. Eine Woche voller Samstage wurde zusammen mit dem Nachfolgeteil unter dem Namen „Das Sams“ auf DVD veröffentlicht.

## Synchronisation
| Rolle                 | Stimme                                                              |
| --------------------- | ------------------------------------------------------------------- |
| Bruno Taschenbier     | Sepp Strubel                                                        |
| Das Sams              | Ernst H. Hilbich                                                    |
| Anne-Marie Rotkohl    | Claudia Hansmann-Strubel                                            |
| Herr Oberstein        | Manfred Jenning                                                     |
| Kaufhausdirektor      | Sepp Wäsche                                                         |
| Herr Müller           | Hanns-Joachim Marschall                                             |
| Verkäufer             | Hanns-Joachim Marschall                                             |
| Verkäuferin Spielzeug | Christl Peschke                                                     |
| Verkäuferin Käse      | Margot Schellemann                                                  |
| Passantin             | Ariane Roggen                                                       |
| Passantin 2           | Christl Pescke                                                      |
| Passant 1             | Gerhard Jentsch                                                     |
| Passant 2             | Hermann Kropatschek                                                 |
| Passant 3             | Sepp Wäsche                                                         |
| Schulkinder           | unter anderem Florian Strubel, Ruth Althaus und Barbara Schellemann |
| Hubert                | Florian Strubel                                                     |
| Leni                  | Ariane Roggen                                                       |
| Eisbär                | Hanns-Joachim Marschall                                             |

## Trivia
- Die Instrumentalversion des Titellieds ist in der 1977er Verfilmung von Jim Knopf und die Wilde 13 im Radio zu hören.